# Chort

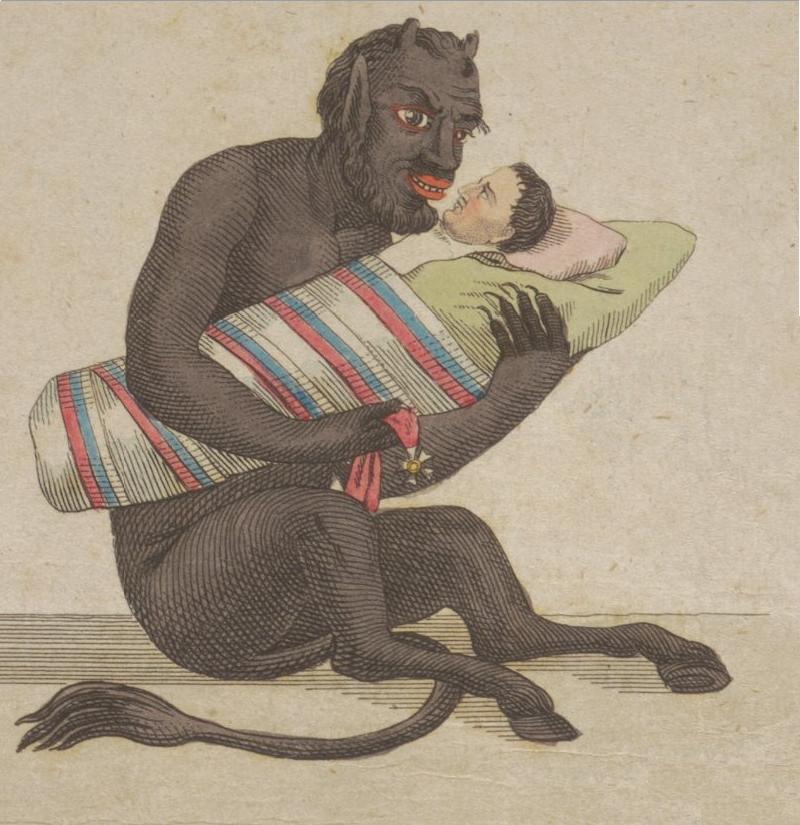
Caricatura de Napoleón con un chort. "Este es mi hijo muy querido".

Chort (en ruso: Чёрт, bielorruso y ucraniano: Чорт, polaco: Czort and Czart, checo y eslovaco: Čert) es considerado un demonio antropomorfo de pura maldad, tiene cuernos, pezuñas, cola delgada y una cara de cerdo en la mitología eslava.
Es hijo del dios eslavo Chernobog y la diosa Mara. En Ucrania también se le conoce como Haspyda, Didko, Irod o Kutsyi. En el folclore cristiano, se le considera un esbirro de Satán.
Comparado con los refranes rusos "тысяча чертей" ("tysjača čertej") - que significa miles de demonios, "чёрт побери" ("čort poberi") - que significa superado por el demonio, el refrán es usado constantemente como una maldición en Europa del Este. "чёрт попутал" ("čort poputal") - significa mezclado con el demonio, "к чертям" ("k čertjam") - significa al diablo, y muchos otros.

## En la cultura turcomana
En Turkmenistán (usualmente colindando con la región Eslava) el nombre folclórico es Çor (Chor). En Anatolia es conocido como Çorabaş (Chorabash). Los chors son criaturas espirituales mencionados en los textos y cuentos de tradición orales preislámicos que habitan en un mundo invisible ubicado en dimensiones más allá del alcance de los humanos. Los cuentos populares mencionan que los chors están hechos de fuego, y tienen presencia física en la naturaleza, lo que les permite interactuar con gente y objetos, y actuar como ellos. Al igual que los humanos, los chor también pueden ser buenos (Ak-çor, literalmente "chor blanco"), malvado (Kara-çor, "chor negro"), o neutral benévolo, por lo tanto, tiene libre albedrío como los humanos y a diferencia de los ángeles. El exorcista es llamado "Çoraman" (Choraman) en Anatolia. Hay dos tipos diferentes de Chura: Arçura, que viene del bosque y está casado con İye, y Biçura, que viene del inframundo y está casado con Ev iyesi.

## En la cultura checa y eslovaca
En los cuentos checos populares, el čert no es un personaje malvado per se. Constantemente se le ve tentando a sujetos a vender su alma a cambio de algo (dinero, poder, completar una meta). Esto suele terminar con resultados negativos para personajes malvados o codiciosos, los cuales son engañados para obtener regalos inútiles y ser llevados al infierno. En otras ocasiones, el čert cambia su rol de estafador a estafado y el pierde su apuesta ante el héroe, el cual es más astuto y gana su alma de vuelta. De esta manera, el čert es engañado para construir murallas de castillo en un día, cavar estanques de peces e incluso riberas marítimas completas, mover rocas enormes o crear cerros o montañas. En algunas ocasiones se le atribuye un rol positivo al čert, esto debido a que este trata de llevar a los personajes malvados al infierno, constantemente ayuda o se alía con héroes y les da objetos mágicos o tesoros.
La verdadera forma del Čert es descrita como un pequeño hombre peludo con una cola, cuernos y una o dos pezuñas. Pero el tiene la capacidad de cambiar de formas, usa esta capacidad para intentar engañar a otros. En estas formas, se le representa como una joven atractiva, un conde, o un cazador (ver The Devil and Kate). A menudo, esta transformación no es (ni puede ser) completa, de tal manera que se puede reconocer al Čert por su pequeña cornamenta escondida en su cabello negro y quebrado, o por pierna con pezuña, la cual esconde en botas altas.
El Čert no es el diablo, aunque tienen muchas cosas en común. En algunas ocasiones, el infierno está lleno de čert  y está comandado por el demonio Lucifer.